# Meconopsis staintonii
Meconopsis staintonii är en vallmoväxtart som beskrevs av Grey-wilson. Meconopsis staintonii ingår i släktet bergvallmor, och familjen vallmoväxter. Inga underarter finns listade i Catalogue of Life.